# Карабацос, Рон
Ро́нальд Крист «Рон» Караба́цос (англ. Ronald Christ "Ron" Karabatsos; 22 апреля 1933, Элизабет, Нью-Джерси, США — 17 апреля 2012, Бомонт, Калифорния, США) — греко-американский характерный актёр кино и телевидения, известный по фильмам «Танец-вспышка» (1983), «Богатая девчонка» (1991) и «Достать коротышку» (1995), а также по телесериалу «Охотник» (1984).

## Биография
Родился в семье американских греков Константина и Антуанетты Карабацос.
В 1951 году окончил среднюю школу в Эмерсоне.
В годы Корейской войны (1950—1953) служил в Армии США.
В 1950-х годах, после возвращения из Кореи, занимался профессиональным реслингом под псевдонимом «Золотой грек» (англ. The Golden Greek), работал прорабом на заводе автомобильной компании «General Motors», а также в Департаменте полиции Юнион-Сити, откуда ушёл в отставку в качестве детектива отдела по расследованию убийств после 28 лет службы.
В 1981 году, будучи полицейским, принял предложение сняться в фильме «Принц города».
После увольнения из полиции переехал в Калифорнию, где в течение следующих 25 лет работал в сфере киноиндустрии в качестве актёра.

## Личная жизнь
В браке с супругой Жанель имел сына Рональда-младшего и дочь Донн.

## Фильмография
- 1981 — Принц города — Дэйв Дебеннедето
- 1982 — Весёлая компания — Эд (3 эпизод 1 сезона)
- 1982 — Не слышу зла — лейтенант Лью Хили
- 1983 — Танец-вспышка — Джейк Моуби
- 1983 — Blood Feud — Тони Буоно
- 1983 — Legs — мистер Риццо
- 1983 — Недостающие звенья — Клод Папазян
- 1984 — Мечты — Фрэнк Франкони (12 эпизодов)
- 1984 — Riptide — Барни (11 эпизод 1 сезона)
- 1984 — Блюз Хилл-стрит — Гектор Люпа (8 эпизод 5 сезона)
- 1984 — Клуб «Коттон» — Майк Бест
- 1985 — Джоанна — Элвис Валентайн
- 1985 — Семейные узы — Бад Карлсон (17 и 18 эпизоды 3 сезона)
- 1985 — Различные ходы — Харви (22 эпизод 7 сезона)
- 1985 — Кегни и Лейси — Бакстер (21 эпизод 4 сезона)
- 1985 — Братская любовь — Энтони Скарнато
- 1985—1986 — Наша честная семья — Джордж Беннетт (13 эпизодов)
- 1986 — Братья — Паркер (8 эпизод 3 сезона)
- 1986 — Our House — (7 эпизод 1 сезона)
- 1987 — Кровавые узы: история жены мафиози — Альдо
- 1987 — Криминальные истории — мужчина (17 эпизод 1 сезона)
- 1987 — Частный сыщик — Ролло Августин (пилотный эпизод)
- 1987 — Once a Hero — господин Авалон (пилотный эпизод)
- 1987 — Холодная сталь — Фишман
- 1987—1988 — We Got It Made — Макс Папавасилиос-старший (24 эпизода)
- 1988 — Ньюхарт — Кэл Фуллер (24 эпизод 6 сезона)
- 1989 — Она написала убийство — Пит Геракарис (16 эпизод 5 сезона)
- 1989 — Кто здесь босс? — Рон (25 эпизод 5 сезона)
- 1989 — Свадебный оркестр — Бруно Каволис
- 1989 — Плащ в раю — Арки
- 1990 — Скала — Лу
- 1990 — Гранд — Ставрос (3 эпизод 1 сезона)
- 1990 — Нормальная жизнь — сержант Бэйкер (9 эпизод 1 сезона)
- 1990 — Мои голубые небеса — Ричи
- 1990 — Весёлая компания — Эд (8 эпизод 9 сезона)
- 1990 — Как в кино — мужчина в магазине (10 эпизод 1 сезона)
- 1990 — Хаммер, Сламмер и Слейд (телефильм)
- 1990 — Разбитое сердце по-голливудски — Л. Р. Шарки
- 1991 — Тренер — менеджер клуба (19 эпизод 3 сезона)
- 1984—1991 — Охотник
- 1987—1991 — Джейк и толстяк — Рэй (21 эпизод 4 сезона); Джей Зи (5 эпизод 1 сезона)
- 1991 — Богатая девчонка — Рокко
- 1991 — 29-я улица   — Филли
- 1991 — Там, где покоится зло — Стэн Риб
- 1991 — Мертвец в воде — Майк Уэлч
- 1986—1992 — Мэтлок — Доминик Винсент (2 эпизода); Дэйв Кристофер (2 эпизода); Верн Трюделл (1 эпизод)
- 1992 — Rachel Gunn, R.N. — водопроводчик (6 эпизод 1 сезона)
- 1992 — Шаг за шагом — развозчик (12 эпизод 2 сезона)
- 1993 — Поездка деточки — Толстяк Фрэнк (5 эпизод 2 сезона)
- 1993 — По законам улиц — Келсо
- 1993 — Мы вернулись! История динозавра — озвучивание
- 1994 — Надежда Чикаго — Энтони Пелликанто (6 эпизод 1 сезона)
- 1995 — Братья Уайанс — Клифф (1 эпизод 2 сезона)
- 1995 — Достать коротышку — Момо
- 1996 — Домашний суд — дядя Франк (9 эпизод 1 сезона)
- 1996 — Красавчик Нельсон — Большой Фрэнки
- 1997 — Жизнь с Роджером — швейцар Норман (13 эпизод 1 сезона)
- 1997 — Жара в Лос-Анджелесе — мистер Гобано (22 эпизод 1 сезона)
- 1997 — Шёлковые сети — Док (12 эпизод 7 сезона)
- 1998 — Без ума от тебя — Барни Крафт (16 эпизод 6 сезона)
- 2000 — Шоу Джейми Фокса  —  водитель лимузина (23 эпизод 4 сезона); 2-й таксист  (13 эпизод 4 сезона);
- 2000 — Команда — Толстяк Поли
- 2001 — Самый последний — Димитриос (5 эпизод 1 сезона)
- 2003 — Карен Сиско — Гектор Марканте (1 эпизод 1 сезона)
- 2004 — Пережить Рождество — мужчина в магазине